# おしゃべりオウム
『おしゃべりオウム』（英名:Discovery Kids - Parrot PalsまたMy Pet Parrot）は、スターフィッシュ・エスディから2009年5月14日に発売されたニンテンドーDS用ソフト。アメリカでは同年6月23日、ヨーロッパでは同年9月18日に発売された。

## 概要
オウムの育成をしたり言葉を教えてコミュニケーションをとるソフト。
掛川花鳥園が写真の提供をしている。